# Alwin Berger
Alwin Berger (Schleiz, Njemačka, 28. kolovoza 1871. – Stuttgart, Njemačka, 20. travnja 1931.) bio je njemački botaničar najpoznatiji po svom doprinosu nomenklaturi sukulenata, posebno agava i kaktusa. 
Rođen u Njemačkoj, radio je u botaničkim vrtovima u Dresdenu i Frankfurtu. Od 1897. do 1914. bio je kustos Giardini Botanici Hanbury, botaničkih vrtova Sir Thomasa Hanburyja u La Mortoli, u blizini Ventimiglije na sjeverozapadu Italije, blizu granice s Francuskom. Nakon rada u Njemačkoj od 1914. do 1919. godine, Berger je tri godine studirao u SAD-u, prije nego što je završio godine kao direktor odjela botanike prirodno-povijesnog muzeja u Stuttgartu.
Njegov glavni rad, Die Agaven, objavljen 1915. godine, opisao je 274 vrste agave, podijeljene u 3 podroda: Littaea, Euagave i Manfreda. Prepoznao je i novi rod kaktusa, Roseocactus, 1925. godine.
U njegovu čast imenovani su rodovi Bergerocactus (Cactaceae) i Bergeranthus (Mesembryanthemaceae).
Standardna autorska kratica A.Berger koristi se za označavanje ove osobe kao autora kada se navodi botaničko ime.

## Vanjske poveznice
- Photo of Alwin Berger from Genus Escobaria etc.
- A Study of the Proposed Genus Roseocactus
- Bergeranthus  Arhivirana inačica izvorne stranice od 12. travnja 2018. (Wayback Machine)
- Hanbury Garden (talijanski)
- Die Agaven (1915)